# Oh Eun-Sun
Oh Eun-sun (kor. 오은선) (n. 11 martie 1966) este o alpinistă sudcoreană. Ea este una dintre cele mai bune alpiniste din lume, fiind prima femeie care a escaladat toți cei 14 munți care au altitudinea peste 8.000 de m. Oh Eun-Sun a escaladat 4 din acești munți în timp de un an.

## Cronologia expedițiilor
- 1993 încercare de a urca pe Mount Everest
- 1996 Mont Blanc
- 1997 Gasherbrum II
- 1999 Broad Peak încercare de a urca pe Makalu
- 2001 încercare de a urca pe K2
- 2002 Elbrus
- 2003 Mount McKinley, prima escaladare pe Nirekha (6159m) din Nepal
- 2004 Aconcagua; Mount Everest; Kilimanjaro Mount Kosciuszko; Mount Vinson
- 2006 Shishapangma ; Puncak Jaya
- 2007 Cho Oyu; K2;
- 2008 Makalu; Lhotse; Manaslu
- 2009 Kangchenjunga; Dhaulagiri; Nanga Parbat; Gasherbrum I
- 2010 Annapurna
  - Escaladarea lui Kangchenjunga este încă controversată [1][2][3]